# اس‌یو-۱۵۲
SU-152 (روسی: самоходная установка-۱۵۲, СУ-152) یک هویتزر سنگین خودکششی شوروی است که در طول جنگ جهانی دوم مورد استفاده قرار گرفت.
ابتدا بر روی شاسی یک تانک سنگین KV-1S یک توپ ۱۵۲ میلی‌متری نصب شده بود. در تولیدات بعدی از شاسی تانک IS استفاده شد و مجدداً ISU-152 نامگذاری شد. به دلیل نقش خود به عنوان یک ضد تانک سنگین، که قادر به کوبیدن سنگین‌ترین وسایل نقلیه زرهی آلمان - تانک‌های تیگر و پنتسر و تانک شکن‌های الفانت - بود، به Zveroboy ("سلاخ جانور") لقب گرفت.

## توسعه
ضد حمله استالینگراد، عملیات اورانوس، نیاز فوری ارتش سرخ به اسلحه‌های سنگین متحرک را آشکار کرد. اهداف اولیه برای این اسلحه‌ها، استحکامات آلمان در داخل و اطراف استالینگراد بود. در آن زمان یگان‌های زمینی خط مقدم شوروی قدرت آتش کافی برای مقابله با لانه‌های توپ و مسلسل و دیگر استحکامات را نداشتند.
پشتیبانی نزدیک از مهندسان توپخانه و رزمی عامل مهمی در موفقیت عملیات اورانوس بود. با این حال، به استثنای موارد نادر، تمام تفنگ‌ها و هویتزرهای شوروی در این زمان به جای خودکششی یدک‌کش می‌شدند. این عدم تحرک به دلیل نبود جاده، وجود پوشش عمیق برف و کمبود تراکتورهای توپخانه به شدت تشدید شد. اسلحه‌های یدک‌کشی نیز در حین حرکت در برابر حمله بسیار آسیب‌پذیر بودند، به‌ویژه از آنجایی که اغلب توسط اسب‌ها یا خدمه خود حمل می‌شدند. هویتزرهای سنگین ۱۵۲ میلی‌متری در مانور دشوار بودند. به دلیل وزن زیاد، آنها قادر به عبور از رودخانه‌ها بر روی هر چیزی جز پل‌های تانک نبودند و مستعد غرق شدن و نیاز به رها شدن توسط خدمه خود داشتند. این وضعیت مقامات دولتی را راضی نمی‌کرد. در نوامبر ۱۹۴۲، کمیته دفاع دولتی دستور ساخت یک تفنگ خودکششی سنگین با هویتزر ML-20 152.4 میلی‌متری را صادر کرد. اگرچه احتمال حضور SU-100Y در جبهه وجود داشت، ارتش سرخ به یک SPG نیاز داشت که بتواند به صورت انبوه تولید شود تا SU-100Y عمده تانک‌های سنگین آلمانی را با تفنگ ۱۳۰ میلی‌متری خود حمل نکند.
ارتش سرخ در دوران پیش از جنگ دارای وسایل نقلیه ضد استحکامات اختصاصی مانند تانک سنگین KV-2 مجهز به هویتزر ۱۵۲٫۴ میلی‌متری M-10 بود. تولید انبوه KV-2 در اکتبر ۱۹۴۱ متوقف شد، زمانی که کارخانه کیروف باید از لنینگراد به چلیابینسک تخلیه می‌شد. برخی از آنها به سال ۱۹۴۲ رسیدند اما تعداد واقعی آنها ناشناخته باقی مانده‌است. هنگامی که در حملات شوروی ضرورت یک وسیله نقلیه جدید جدید آشکار شد، یک خودروی ضد استحکامات جدید با همین هدف طراحی شد، اما با تحرک بالاتر، زره سنگین تر، کاهش هزینه تولید و قدرتمندتر و دقیق تر به نام ML-20 152 میلی‌متری. نصب ML-20 در برجک به دلیل طول و لگد آن غیرممکن بود و در نهایت تصمیم گرفته شد که وسیله نقلیه جدید باید دارای یک تفنگ غیر چرخشی باشد که در روبنای ثابتی به سبک کازمیت نصب شده باشد.
قبل از صدور دستور کمیته دفاع دولتی چندین پروژه دیگر خودروهای ضد استحکامات وجود داشت که همه آنها متوقف شدند. بعدها در طول جنگ این پروژه‌ها دوباره شروع شد. در دسامبر ۱۹۴۲، سه طرح مختلف از خودروهای «قاتل جان پناه» توسط گروه‌های مهندسی مختلف از کارخانه‌های بزرگ توپخانه و تانک شوروی معرفی شد. همه این طرح‌ها از اسلحه ML-20 به عنوان سلاح اولیه با شاسی تانک سنگین KV-1S استفاده می‌کردند. پس از مدتی بحث، پروژه Josef Kotin برای تولید انبوه بیشتر انتخاب شد. این طرح شاسی ML-20 و KV-1S را با حداقل هزینه با موفقیت ترکیب کرد.
کل پروژه "KV-14" نامگذاری شد و مونتاژ اولین نمونه اولیه (به نام "سوژه ۲۳۶") در ۳۱ دسامبر ۱۹۴۲ آغاز شد. بعد از ۲۵ روز تکمیل شد. آزمایش‌های ماشینی "شی ۲۳۶" در ۲۵ ژانویه ۱۹۴۳ آغاز شد. پس از تعدادی از آزمایش‌های ماشینی موفق، آزمایش‌های دقیق‌تر آغاز شد. "سوژه ۲۳۶" دوباره موفق شد. در ۱۴ فوریه ۱۹۴۳ کمیته دفاع دولتی آن را برای خدمت در ارتش سرخ پذیرفت و بلافاصله آن را به تولید انبوه در Chelyabinskiy Kirovskiy Zavod (کارخانه Chelyabinsk Kirov, ChKZ) راه اندازی کرد. نام سری اسلحه‌های خودکششی از KV-14 به SU-152 تغییر یافت. اسلحه ML-20 برای نصب در SU-152 کمی اصلاح شد - برخی از دسته‌ها برای بهبود راحتی توپچی جابجا شدند. این نوع دارای نام ML-20S بود. سرعت پوزه و بالستیک خارجی مشابه اسلحه اصلی ML-20 بود.
اگرچه SU-152 بدون در نظر گرفتن نقش ضد تانک طراحی شد، اما به دلیل پرتابه‌های بسیار سنگین HE ML-20S ثابت کرد که قابلیت‌های ضد زره خوبی دارد. دکترین استاندارد برای تفنگ‌های هدفمند AT در آن دوره به‌طور جهانی بر پرتابه‌های جامد کوچک و متراکم که به سرعت‌های بالا رانده می‌شدند تکیه داشت و برای ضربه زدن به زره بهینه شده بود. از آنجایی که SU-152، مانند همه اسلحه‌های خودکششی سری SU با هدف کشتار تانک طراحی نشده بود، هیچ پرتابه AP برای خدمه صادر نشد و هیچ آزمایش اولیه ای علیه زره انجام نشد. با این حال، آزمایش‌هایی که در اوایل سال ۱۹۴۳ بر روی تانک‌های تایگر تسخیر شده انجام شد، نشان داد که SU-152 می‌توانست آن‌ها را در هر محدوده‌ای با درجه نسبتاً قابل تکیه نابود کند (در سال ۱۹۴۳، این تنها وسیله نقلیه در سرویس روسیه بود که قادر به انجام این کار بود) به سادگی با دمیدن. برجک از طریق اثر انفجار محض از خودرو خارج شد. این کشف تصادفی باعث تولید عظیم SU-152 و تشکیل واحدهای توپخانه خودکششی شد که سپس به عنوان گردان های ضد تانک سنگین ersatz عمل کردند.
پس از راه اندازیذولید انبوهS U-152، طراحی برای بهبود قابلیت اطمینان کمی اصلاح شد. در ابتدا SU-152 فاقد مسلسل بود که به عنوان یک ضعف شدید در جنگ شهری و سایر نبردهای نزدیک شناخته شد. برای حل این مشکل نصب اسلحه ضدهوایی دوشکا ۱۲٫۷میلی‌متری در تابستان ۱۹۴۳ توسعه یافت. برخی از SU-152ها پس از تعمیر آن را دریافت کردند. SU-152 آخرین عضو خانواده تانک‌های KV در تولید انبوه بود و در دسامبر ۱۹۴۳ با ISU-152 در خطوط تولید ChKZ جایگزین شد. تعداد دقیق SU-152های تولید شده حتی در منابع روسی نیز متفاوت است و رایج‌ترین ارقام آن ۶۷۰ یا ۷۰۴ است. SU-152هایی که از جنگ جهانی دوم جان سالم به در بردند تا اواخر سال ۱۹۵۸ از ارتش شوروی خارج شدند.

## ساخت و طراحی

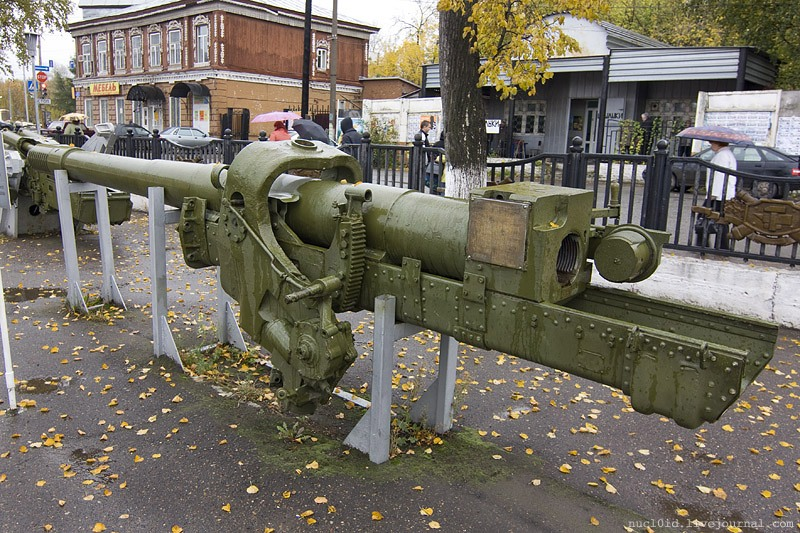
اسلحه هویتزر ۱۵۲ میلی‌متری ML-20S برای SU-152 در موزه ماشین آلات موتوویلیخا، روسیه)

SU-152 از همان طراحی محفظه ای کاملاً محصور مانند سایر اسلحه‌های خودکششی شوروی پیروی کرد. بدنه کاملاً زرهی به دو بخش تقسیم می‌شد: یک محفظه جنگی برای خدمه، اسلحه و مهمات در جلوی بدنه و موتور و گیربکس جداگانه در عقب. بدنه از صفحات زره نورد با ضخامت‌های مختلف میلی‌متر- ۷۵، ۶۰، ۳۰ و ۲۰ جوش داده شده‌است. بدنه جلو و صفحات زرهی روبنا برای محافظت بهتر از خودرو شیب دار بودند. زره جانبی عمودی بود. بدنه جلوی پایین و صفحات زره عقب استوانه ای بودند و در روش تولید کاملاً پیچیده بودند. توپ ML-20S کمی در سمت راست مرکز با تراورس محدود در برد ۱۲ درجه نصب شده بود. سه نفر از خدمه در سمت چپ اسلحه بودند: راننده در جلو، سپس توپچی و درآخر بار کننده. فرمانده خودرو و اپراتور مکانیزم بریچ در سمت راست قرار داشتند.
سیستم تعلیق شامل دوازده میله پیچشی برای شش چرخ جاده (هر کدام ۶۰۰ میلی‌متر قطر) در هر طرف. چرخ دنده‌های درایو در پشت قرار داشتند. هر زنجیر از ۹۰ قلاب مهر شده تشکیل شده بود که عرض هر پیوند ۶۰۸ میلی‌متر بود فاصله معمولی بین دو لینک متصل ۱۶۰ میلی‌متر بود. سه مخزن سوخت داخلی وجود داشت، دو تا در قسمت خدمه و یکی در محفظه موتور، با ظرفیت کل ۶۰۰–۶۱۵ لیتر. این مخزن‌ها معمولاً با چهار مخزن سوخت خارجی غیر متصل تقویت می‌شدند که می‌توانست ۳۶۰ لیتر سوخت اضافی را در خود جای دهد. منبع تغذیه الکتریکی ۲۴ ولتی از یک ژنراتور ۱ کیلوواتی GT-4563A با واحد تنظیم کننده رله ولتاژ RRA-24 و چهار باتری انباشته کننده 6STE-۱۲۸ با ظرفیت کل ۲۵۶ آمپر ساعت تأمین می‌شد. این تجهیزات الکتریکی برای بسیاری از AFVهای شوروی معاصر رایج بود. باتری‌های ژنراتور و آکومولاتور تمام تجهیزات الکتریکی دیگر را تغذیه می‌کردند - موتور استارت برقی ST-700، یک دستگاه رادیویی، یک دستگاه مخابره داخل ساختمان بدنه، چراغ‌های خارجی و داخلی، و روشنایی میزان‌های دید اسلحه.
برای مشاهده از داخل، همه دریچه‌های سقف دارای پریسکوپ بودند و دو دوربین دید تفنگی وجود داشت: تلسکوپی ST-10 (СТ-۱۰) و یک دید پانوراما. برای ارتباط خدمه یک دستگاه مخابره داخلی TPU-4-BisF تعبیه شده بود و برای ارتباط بین خودروها یک رادیو منفرد وجود داشت. سری اول SU-152 به 9R، سپس 10R و در نهایت مجموعه رادیویی 10RK-۲۶ مجهز شد. این رادیوها در آغاز جنگ بهتر از تجهیزات شوروی بودند، اما در مقایسه با تجهیزات آلمانی پایین‌تر بودند.
خدمه مجهز به دو مسلسل په‌په‌شه و ۲۵ نارنجک F1 برای دفاع شخصی کوتاه برد بودند.

## تاریخچه رزم

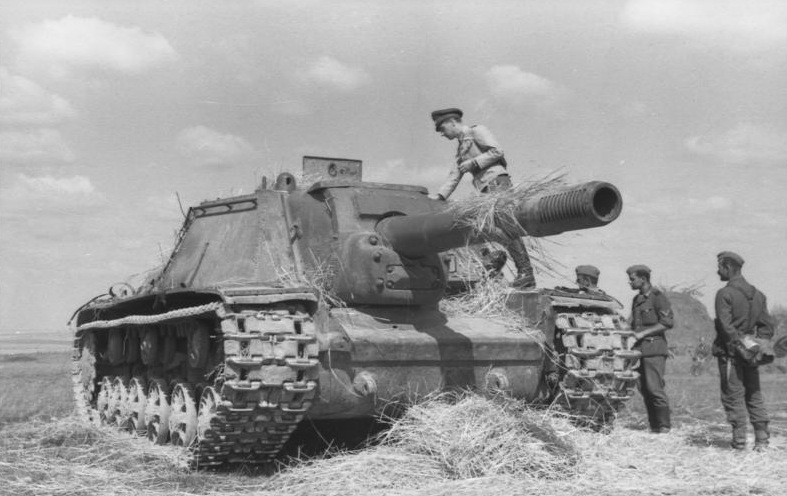
سلاح تهاجمی SU-152 رها شده توسط سربازان آلمانی بازرسی شده، اتحاد جماهیر شوروی، ۱۹۴۳

اگرچه SU-152 برای این نقش طراحی نشده بود، اما ثابت کرد که SU-152 یک قاتل تانک سنگین ارزان، گسترده و مؤثر است، پس از SU-100 به عنوان یک وسیله نقلیه ضد تانک، و همچنین در نقش اصلی خود در برابر پیاده‌نظام و استحکامات بسیار موفق است. نقشی مشابه SU-100Y ایفا می‌کند. در نبرد، برای دو هدف متمایز مورد استفاده قرار گرفت: پشتیبانی آتش و توپخانه دوربرد در هنگام حملات با سرکوب پیاده‌نظام و از بین بردن جان پناه‌ها و سلاح‌های AT، و به عنوان ضد تانک‌های سنگین ersatz (معمولاً در کمین).
SU-152 در تعداد زیادی در سال ۱۹۴۳ تولید شد، با اولین SU-152 برای هنگ‌های جدید اسلحه‌های مکانیزه سنگین که در می ۱۹۴۳ تولید شدند. اولین هنگ تنها با دوازده اسلحه به کورسک رسید و در طول نبرد به قدرت کامل خود یعنی بیست و یک اسلحه رسید.
از معایب این وسیله نقلیه می‌توان به سرعت کم آتش به دلیل وجود مهمات سنگین، انبار کم مهمات (فقط ۲۰ گلوله) و محفظه خدمه تنگ و غیر ارگونومیک اشاره کرد. حفاظت زرهی آن فقط کافی بود. زره جلویی ۶۵ میلی‌متری شیب‌دار ۳۰ درجه همچنان آن را در مقابل اسلحه‌های ۸۸ میلی‌متری KwK 36/43 Tiger و Ferdinand/Elefant در برد دور و اسلحه ۷٫۵ سانتی‌متری KwK 40 با سرعت بالا Panzer IV و StuG III/IV آسیب‌پذیر می‌کرد. در محدوده‌های متوسط و کوتاه (و از هر محدوده ای از پهلوها یا عقب). اسلحه ۱۵۲ میلی‌متری، در حالی که حداکثر برد بسیار بالاتر از ۸۸ میلی‌متر دارد، همچنان یک هویتزر سنگین در سطح سپاه بود و برد دقیق بسیار کوتاه تری نسبت به ۸۸ میلی‌متری داشت. یا اسلحه ۷٫۵ سانتی‌متری در حالی که هنوز در برابر آتش پاسخ در همان فاصله آسیب‌پذیر است. این امر آن را برای استفاده در کمین‌های انبوه بسیار مؤثر کرد، جایی که می‌توان مزایای تانک‌های سنگین آلمانی را باطل کرد و از پتانسیل کشتار یک تیر SU-152 به بهترین شکل ممکن استفاده کرد.
از آنجایی که SU-152 به عنوان یک قطعه توپخانه خودکششی به جای یک ضد تانک واقعی در نظر گرفته شده بود، SU-152 به‌طور کلی با گلوله‌های استاندارد HE به جای پرتابه‌های زره پوش تولید می‌شد. گلوله ۱۵۲ میلی‌متری HE انفجاری عظیم ایجاد کرد که برای اثربخشی خود به سرعت متکی نبود و آن‌ها را در برابر هر تانک آلمانی، از جمله تایگر و الفانت (اگرچه با تا حدودی کاهش سطح اطمینان کشتار نسبت به پرتابه‌های نافذ) مؤثر ساخت. این تانک به دلیل توانایی اش در کندن کامل برجک از تانک ببر (در هر محدوده ای) به تنهایی با اثر انفجار محض مشهور بود، و تعداد زیادی AFV آلمانی در طی نبرد کورسک در اثر آتش‌سوزی SU-152 تخریب یا آسیب دیده بودند.
با این حال، در انهدام دائمی ناوشکن تانک سنگین فردیناند، که طراحی ساده‌تر و حجیم‌تر آن در برابر انفجار غیر نافذ HE مقاوم‌تر بود، کمتر قابل اعتماد بود. در حالی که روس‌ها در طی یک عملیات حداقل هفت فردیناند آلمانی را در کمین SU-152 در کورسک از کار انداختند، مهندسان آلمانی پس از عمل توانستند تعمیر، بازیابی و تقریباً همه را به نبرد روز بعد بازگردانند. این امر به اتکای تفنگ به انفجار به جای نفوذ نسبت داده شده‌است که باعث کشته شدن خدمه و تخریب فضای داخلی خودرو از طریق ضربه مغزی و پوسته شدن بدون آسیب رساندن به انبار مهمات یا شاسی شده‌است. در پاسخ، دکترین شوروی با دستور دادن به خدمه SU-152 تغییر کرد تا به تیراندازی بر روی خودروهای ناتوان ادامه دهند تا برجک منقطع شود. بعد از کورسک، گلوله AP هسته جامد 152BR-۵۴۰ میلی‌متر در تعداد کمی تولید شد و در تلاش برای معرفی یک پرتابه نافذ به گردان‌های ناوشکن تانک سنگین ارسال شد، اما سرعت پایین ذاتی این تفنگ باعث شد که دور AP دقیق‌تر نباشد و فقط نسبتاً مؤثرتر باشد. گلوله استاندارد HE (که می‌تواند علیه پیاده‌نظام نیز استفاده شود).
پس از عملکرد SU-152 در کورسک، SU-152 نقش بسیار مهمی در از بین بردن استحکامات آلمان در طول عملیات تهاجمی باگراتیون ایفا کرد، این هدف اصلی طراحی خودرو بود.. از نیمه دوم سال ۱۹۴۳ تا پایان جنگ جهانی دوم، SU-152 در تمام جبهه‌های شوروی، از فنلاند تا کریمه، مورد استفاده قرار گرفت. به دلیل تلفات جنگی و توقف تولید انبوه در دسامبر ۱۹۴۳، تعداد SU-152 در ارتش شوروی کاهش یافت. در نهایت SU- 152 با ISU-152 قابل اطمینان تر و زره پوش تر جایگزین شد، که از همان تسلیحات و مهمات در همان نقش دو منظوره استفاده می‌کرد. با وجود این، SU-152 در طول جنگ جهانی دوم در خدمت باقی ماند و هر SU-152 هنوز در خدمت فعال در ارتش شوروی در سال ۱۹۵۸ خارج شد.

## استفاده‌کنندگان
- آلمان - Captured units.
- لهستان - 3 vehicles used for training from 1945 until 1949.
- اتحاد جماهیر شوروی

## سازمان
SU-152 توسط هنگ‌های مستقل توپخانه خودکششی سنگین (OTSAP، ОТСАП، به روسی، از Otdel'niy Tyazheliy Samokhodno-Artilleriyskiy Polk، Отдельный Тяжелый Самоходно-Артиллерийский Полк) استفاده شد. در ابتدا هر OTSAP دارای 12 SU-۱۵۲ بود که به سه باتری از چهار خودرو تقسیم می‌شد. یک تانک KV-1S به عنوان خودروی فرمانده خدمت می‌کرد. پس از نوامبر ۱۹۴۳، سازمان OTSAP به ۲۱ وسیله نقلیه در هر هنگ تغییر کرد.

## یادداشت
1. ↑  Green, Michael; Brown, James D. (2008), "Red Army Solutions for the Tiger E Tank", Tiger Tanks at War, St. Paul: Zenith Press, p. 104, ISBN 978-0-7603-3112-5
2. ↑  Zaloga 1984:165
3. ↑  "Archived copy". Archived from the original on 2012-07-10. Retrieved 2011-10-24.{{cite web}}:  نگهداری یادکرد:عنوان آرشیو به جای عنوان (link)
4. ↑  The Combat History of Schwere Panzer Abteilung 654, by Karlheinz Munch, pp.67–69